# Městská knihovna Jindřichův Hradec
Městská knihovna Jindřichův Hradec je veřejná knihovna s univerzálním knihovním fondem, pověřená výkonem regionálních funkcí. Jejím zřizovatelem je město Jindřichův Hradec. Instituce poskytuje knihovnické a informační služby. Jako pověřená knihovna také obsluhuje celkem 66 dalších knihoven (z toho 10 profesionálních, 50 neprofesionálních a 6 vedených jako pobočky) jindřichohradeckého regionu.

## Současnost
V roce 2020 měla knihovna 3 308 čtenářů, z tohoto počtu bylo 748 dětí. Ve stejném roce bylo evidováno 42 574 návštěv knihovny a čtenáři si vypůjčili celkem 141 391 dokumentů. Velikost knihovního fondu činila 128 127 knihovních jednotek.

## Oddělení knihovny
Městská knihovna Jindřichův Hradec disponuje následujícími odděleními:
- Půjčovna pro dospělé
- Studovna
- Půjčovna pro děti a mládež
- Hudební oddělení
- Internet - čítárna

## Služby
Městská knihovna Jindřichův Hradec nabízí knihovnické a informační služby:
- prezenční i absenční půjčování knih, časopisů, periodik, map a průvodců, audioknih, CD, deskových her
- kopírování, tisk, skenování
- poskytování bibliografických a faktografických informací
- zpracování bibliografie, rešerše
- PC s přístupem na internet, Wi-Fi
- meziknihovní výpůjční služba
- možnost vracení knih do biblioboxu
- donášková služba pro znevýhodněné občany

### Vzdělávání a kultura
- besedy a přednášky na nejrůznější témata
- knihovnicko-informační výchova pro ZŠ a SŠ
- Virtuální univerzita třetího věku
- projekt Už jsem čtenář – Knížka pro prvňáčka
- Noc s Andersenem
- výstavy

## Pobočky
Kromě hlavní budovy poskytuje Městská knihovna Jindřichův knihovnické služby ve své pobočce:
- Pobočka Vajgar, sídliště Vajgar 718/3, Jindřichův Hradec